# 藤舎推峰 (2代目)
二代目藤舎 推峰（とうしゃ すいほう、1979年2月5日 - ）は、日本の歌舞伎音楽・長唄囃子の篠笛・能管演奏家。東京都港区出身。東京芸術大学大学院音楽研究科修了。在学中にアカンサス音楽賞ほかを受賞。令和2-3年度文化庁文化交流使。
古典演奏の他谷村新司、石井竜也、石川智晶、川井郁子、石川さゆりなどアーティストのライブサポートやCD収録に参加。テレビ番組の音楽やCM、映画音楽のレコーディングに参加。
2008年にヴァイオリン、津軽三味線、邦楽打楽器と篠笛のユニット「竜馬四重奏」に参加、結成。メンバー翠（すい）として篠笛を担当。2016年にポニーキャニオンからアルバム『Neo Zipang』を発表し、メジャーデビュー。

## 人物・経歴
- 1979年に笛演奏家・中川善雄の次男として、東京都港区赤坂に生まれる。母方の祖父は歌舞伎役者河原崎権十郎（3代目）。幼少期に伯父である初代藤舎推峰（現藤舎名生）に笛の手ほどきを受ける。[1]

- 2001年ごろ、父中川善雄が教える東京芸術大学への入学を志し、本格的に笛の修行を始める。父親のほか、祖父藤舎秀蓬、伯父藤舎名生にも師事。同時に歌舞伎囃子の小鼓や太鼓等の打物（六世家元藤舎呂船に師事）、長唄三味線（東音伊勢弥生に師事）の修行を始め、2002年に東京芸術大学音楽学部へ入学。在学中に浄観賞、アカンサス音楽賞、同声会新人賞を受賞。在学中より演奏活動を開始。[1][4]

- 2004年、祖父藤舎秀蓬に許され、二代目藤舎推峰を襲名。[1]

- 2006年東京芸術大学大学院音楽研究科入学、2008年修了。この年の10月ごろ、藤舎呂凰の誘いによって、竜馬四重奏へ加入、結成。[5]

- 2016年7月27日、竜馬四重奏としてポニーキャニオンからアルバム「Neo Zipang」をリリース。アルバム曲中、2曲の作曲を担当。[3]

- その他、NHK『にっぽんの芸能』などの放送に数多く出演。12代目市川團十郎のモナコ公演の他、アメリカ、イタリア、オランダなどの海外公演にも参加。明治座「かたき同志」、NHK土曜時代劇『桂ちづる診察日録』挿入曲作曲、所作指導。新国立劇場ダンス公演「近松DANCE弐題」公演への楽曲提供、演奏。[6]。映画『縁〜The Bride of Izumo〜』メインテーマ、挿入曲での演奏参加。ディズニー夏祭りのサウンドトラック演奏参加。2019年4月よりテレビ朝日系列のニュース番組「スーパーJチャンネル」の番組テーマ曲「Sekai-Japan」を竜馬四重奏が担当、笛を担当する。[5]
- 2021年2月21日放送、NHK大河ドラマ『青天を衝け』第二話、劇中に使用する獅子舞の楽曲監修・子役指導。主人公渋沢栄一の地元、埼玉県深谷市の血洗島獅子舞を取材し、現行曲を元にドラマ用楽曲を制作した。

## 主な出演
- 2011年4月23日、国立劇場主催『明日を担う新進の舞踊・邦楽鑑賞会』出演。演目は『四季-篠笛によせて-』（今藤政太郎作曲）。[7]
- 2011年　NHK『にっぽんの芸能』出演。「この道」（山田耕筰作曲）、「My Favorite Things」（リチャード・ロジャース作曲）独奏。
- 2013年、NHK大河ドラマ『八重の桜』第10話「池田屋事件」演奏出演[8]。

- 2014年、NHK大河ドラマ『軍師官兵衛』第6話「信長の賭け」演奏出演[8]。

- 2014年3月11日、石井竜也『GROUND ANGEL 〜HOPE HILLS〜』（渋谷・Bunkamuraオーチャードホール）サポート出演。[9]
- 2014年、NHK-FM『邦楽ジョッキー』（MC中村壱太郎）ゲスト出演。

- 2015年、1月11日石川智晶『時代モノ艶歌～好機到来～』（渋谷・アイアシアタートーキョー）、11月28日『時代モノ艶歌～好機到来～vol.2』（日本橋三井ホール）サポート出演。[10]

- 2017年、7月『国宝松江城　中村勘九郎・中村七之助　特別歌舞伎公演』出演。「俄獅子」「阿国歌舞伎」出演のほか、笛と締太鼓による「一調一管」を演奏。

- 2017年、10月17日 千代田区紀尾井町、紀尾井ホール小ホールに於いて、初のホールリサイタルを開催。平成２９年度（第７２回）文化庁芸術祭参加公演。

- 2018年6月29日放送　NHK『にっぽんの芸能』「多彩なる笛の世界」出演。スタジオトーク、長唄「助六」の演奏。

- 2018年9月8日、『JAL音舞台シリーズ』『東大寺音舞台』に出演、同10月8日毎日放送ほかTBS系列にて全国放送。
- 2020年、NHK大河ドラマ『麒麟がくる』第8話「同盟のゆくえ」演奏出演[8]。
- 2020年7月、歌舞伎俳優中村壱太郎総合演出による配信公演『ART歌舞伎   花のこゝろ 』（中村壱太郎、尾上右近ほか出演）に演奏家として出演。
- 2021年、NHK大河ドラマ『青天を衝け』獅子舞シーン楽曲監修および子役演奏指導、演奏出演。
- 2022年、令和2-3年度文化庁文化交流使としてエジプト、ハンガリー、ドイツ向け配信映像を企画制作し、出演する。各国の日本大使館サイトより配信。
- 2023年7月、ゲーム作品『刀剣乱舞』を題材とした新作歌舞伎公演『月刀剣縁桐』（新橋演舞場）に箏曲家中井智弥率いる邦楽アンサンブルチームとして演奏参加。
- 2023年、ヴァイオリニスト川井郁子企画による和洋混合オーケストラ『オーケストラ響』篠笛・能管奏者としてアルバムに参加、3月21日大阪シンフォニーホール発売記念コンサート、4月9日ブルーノート東京、9月9日のNYCリンカーンセンター公演ほか国内凱旋ツアーに参加。
- 2025年日本国際博覧会 開会式 パフォーマンスプログラム「祭り」の邦楽監修、演奏参加。